# Mala Borovîțea, Bilohirea
Mala Borovîțea (în ucraineană Мала Боровиця) este localitatea de reședință a comunei Mala Borovîțea din raionul Bilohirea, regiunea Hmelnîțkîi, Ucraina.

## Demografie
Componența lingvistică a localității Mala Borovîțea
     Ucraineană (98,34%)
     Rusă (1,66%)
Conform recensământului din 2001, majoritatea populației localității Mala Borovîțea era vorbitoare de ucraineană (98,34%), existând în minoritate și vorbitori de rusă (1,66%).